# Henriëtte Bosmans
Henriëtte Hilda Bosmans (Amsterdam, 6 december 1895 – aldaar, 2 juli 1952) was een Nederlandse componiste en pianiste.

## Biografie
Henriëtte Bosmans was de dochter van Henri Bosmans, solocellist bij het Concertgebouworkest en pianiste Sara Benedicts. Haar vader overleed toen ze één jaar oud was. Haar moeder gaf haar pianoles en vanaf haar zeventiende trad ze geregeld op in het Amsterdamse Concertgebouw. Bij de Maatschappij tot Bevordering der Toonkunst haalde ze cum laude een diploma piano.
Vanaf 1914 begon ze stukken voor piano te componeren en nam ze compositieles. In 1919 werd voor het eerst een werk van haar, een vioolsonate, publiek uitgevoerd. Ze schreef vooral kamermuziek en liederen en – na orkestratielessen in 1921-22 bij Cornelis Dopper – ook orkestmuziek, veelal met een solistische rol voor de cello. Omdat ze ernaar streefde een meer eigentijdse stijl te creëren, ging ze van 1927 tot 1930 bij Willem Pijper in de leer.

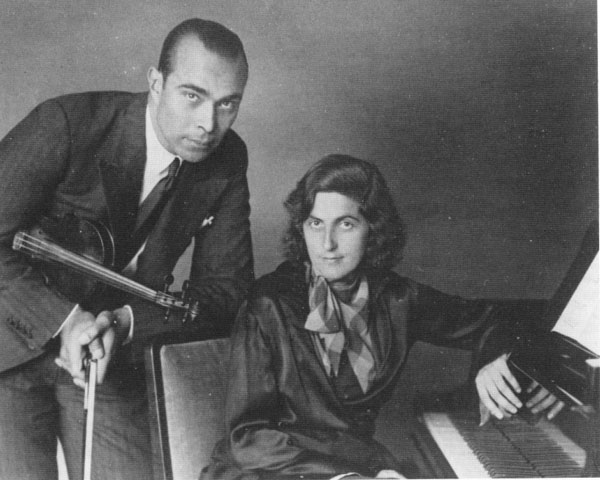
Henriëtte Bosmans en Francis Koene (atelier Jacob Merkelbach, 1922)

Van 1922 tot 1929 had Bosmans een relatie met de negen jaar jongere celliste Frieda Belinfante, met wie ze samenwoonde en aan wie ze haar tweede celloconcert opdroeg. Met Belinfante en de fluitist Johan Feltkamp vormde ze het Amsterdamsch Trio. In 1934 verloofde ze zich met violist Francis Koene, met wie ze al vaak samen gespeeld had. Toen deze het jaar daarop overleed, viel Bosmans in een emotioneel gat en componeerde ze jarenlang niets meer. In 1941 werd haar door de Duitse bezetter het optreden verboden, omdat ze halfjoods was en omdat ze weigerde lid te worden van de Nederlandsche Kultuurkamer.
Bij de bevrijding van Nederland in 1945 schreef ze het lied Daar komen de Canadezen, dat door Jo Vincent werd gezongen en al snel populair werd, hoewel sommige klassiekemuziekliefhebbers het eigenlijk te banaal vonden voor een serieuze componiste. Na de Tweede Wereldoorlog begon ze weer volop te componeren (vrijwel uitsluitend liederen) en te musiceren. In 1948 leerde ze de Franse mezzosopraan Noémie Perugia (1903-1992) kennen. Voor haar schreef ze vele liederen, waarmee ze samen optraden. Ook was ze muziekmedewerker van het opinieweekblad Vrij Nederland en onderhield ze een correspondentie met Benjamin Britten. Bosmans werd in 1951 Ridder in de Orde van Oranje-Nassau. Ze was toen al een jaar ziek, waarbij door een medische fout de diagnose maagkanker over het hoofd was gezien. Zij kon de laatste twee jaar van haar leven niet meer optreden of componeren en stierf in de zomer van 1952. Zij werd begraven op de Amsterdamse begraafplaats Zorgvlied.
Bosmans had een opmerkelijk moderne stijl, waarbij ze zich liet inspireren door de muzikale voortrekkers uit haar tijd – met name door Debussy –, maar toch haar eigen weg vond. Van haar leermeester Pijper nam ze de polytonaliteit over. Verder is haar muziek vooral impressionistisch, met een voorliefde voor onverwachte wendingen in maat- en toonsoort.
In 1994 werd de Henriëtte Bosmansprijs, een aanmoedigingsprijs voor Nederlandse componisten, ingesteld.

## Werkenlijst (selectie)
- 1914: 2 x Drie Klavierstukken
- 1917: Preludes voor piano
- 1918: Sonate voor viool en piano
- 1919: Sonate voor cello en piano
- 1920: Poème voor cello en piano

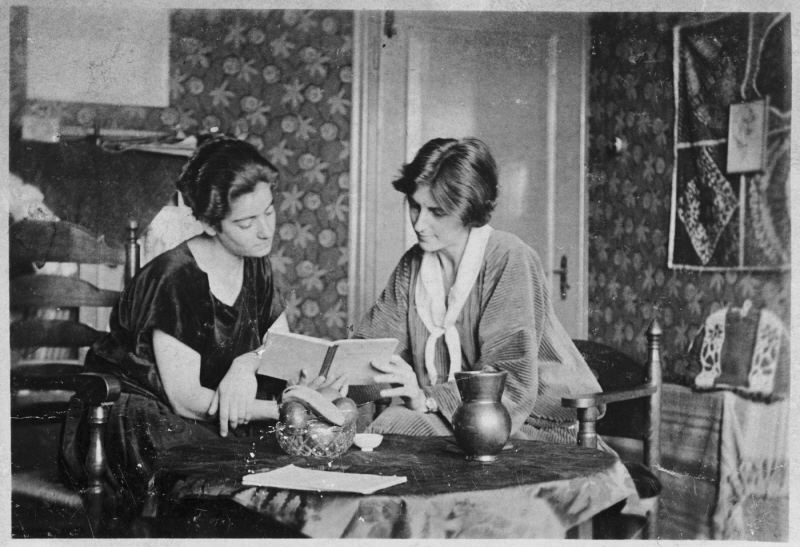
Henriëtte Bosmans en haar partner Frieda Belinfante (ca. 1927-1929)

- 1921: Pianotrio voor viool, cello en piano
- 1921: Eerste Celloconcert
- 1922-23: Poème voor cello en orkest
- 1923: Tweede Celloconcert
- 1926: Impressions voor cello en piano
- 1926: Nuit calme voor cello en piano
- 1926: Poème voor cello en orkest
- 1927: Strijkkwartet
- 1928: Concertino voor piano en orkest
- 1932: Concertstuk voor fluit en orkest. Geschreven voor een prijsvraag van het Concertgebouworkest. Zij won hiermee de tweede prijs.[1]
- 1934: Concertstuk voor viool en orkest, voor de eerste keer uitgevoerd door violist Louis Zimmerman.
- 1944-45: Doodenmarsch, declamatorium met orkest op tekst van Clara Eggink
- 1945: Daar komen de Canadezen voor sopraan en piano op tekst van Fedde Schurer
- 1920-1951: Vele liederen op gedichten van Alfred de Musset, Paul Verlaine, Paul Fort, Jacques Prévert, Heinrich Heine, Otto Julius Bierbaum, Tu Fu, Li T'ai Po, J.W.F. Werumeus Buning, Adriaan Roland Holst en anderen.